# 單黃斑擬花鮨
單黃斑擬花鮨，為輻鰭魚綱鱸形目鱸亞目鮨科的其中一種，分布於西印度洋的模里西斯海域，體長可達5.3公分，棲息在礁石區，為底棲性魚類，屬肉食性，生活習性不明。

## 擴展閱讀
維基物種上的相關：單黃斑擬花鮨